# 캔디 캔디 (영화)
"캔디 캔디"는 한국에서 제작된 최인현 감독의 1981년 코미디, 멜로/로맨스 영화이다. 엄효정 등이 주연으로 출연하였고 최춘지 등이 제작에 참여하였다.

## 출연

### 주연
- 엄효정
- 김도희
- 최선희
- 송보고

## 기타
- 원작자: 미즈키 쿄코
- 조명: 손병진